# Новая Тарасовка
Новая Тарасовка (укр. Нова Тарасівка), село, 
Ягодненский сельский совет, 
Купянский район, 
Харьковская область.
Код КОАТУУ — 6323782006. Население по переписи 2001 года составляет 268 (132/136 м/ж) человек.

## Географическое положение
Село Новая Тарасовка находится на реке Кобылка (в основном на левом берегу).
На расстоянии в 2 км расположены сёла Затишное, Николаевка, Орлянка и Ягодное.

## История
- 1918 — дата основания.

## Экономика
- Молочно-товарная ферма.